# Phytoecia cylindrica
Phytoecia cylindrica је врста инсекта из реда тврдокрилаца (Coleoptera) и породице стрижибуба (Cerambycidae). Сврстана је у потпородицу Lamiinae.

## Распрострањеност и станиште
Врста је распрострањена на подручју Европе, Кавказа, Казахстана, Блиског истока, Монголије и Кине. У Србији се среће спорадично, углавном испод лишћа на осунчаним деловима уз шумске путеве.

## Опис
Тело, глава, пронотум, елитрони и абдомен су црне боје, док су предње ноге црвене. Код мужјака је пронотум цилиндричан, а код женке кугласт. Средином пронотума се пружа светла танка врпца. Дужина тела је од 6 до 14 mm.

## Биологија
Животни циклус траје годину дана , ларве се развијају у стабљикама и корену зељастих биљака. Неке од биљака домаћина су трстика (Chaerophyllum spp.), шаргарепа (Daucus spp.) и друге. Одрасле јединке се срећу од априла до августа.

## Галерија
- одрасла јединка
- парење
- одрасла јединка

## Синоними
- Cerambyx cylindricus Linnaeus, 1758
- Cerambyx cinereus DeGeer, 1775
- Leptura fuliginosa Scopoli, 1786